# Oratorio del Suffragio
L'oratorio del Suffragio è una piccola chiesa di Siena in via delle Vergini, di proprietà dell'Imperiale Contrada della Giraffa.

## Storia
L'oratorio costituisce la cripta della Collegiata di Santa Maria in Provenzano che fu costruita, tra il 1595 e il 1604 per volontà dei Medici. Nel 1611, al fine di stabilizzare la chiesa, furono effettuati lavori di consolidamento delle fondamenta e sorse così la versione definitiva dell'oratorio. Già nel 1601, durante i lavori di costruzione, la compagnia laicale del Suffragio, che fino ad allora aveva officiato con altra denominazione presso un altare secondario della Basilica di San Francesco, aveva chiesto ed ottenuto di occupare la cripta per le loro funzioni religiose. Tuttavia, nel 1609, l'Opera di Santa Maria in Provenzano impose alla compagnia di andarsene, o al limite di subordinarsi all'Opera cambiando anche il proprio nome. La compagnia decise allora di mutare il suo nome in Compagnia del Suffragio e di donare tutti i suoi averi all'Opera, che dovette però accollarsi l'onere di organizzare tutte le funzioni religiose. Nel 1611, quando la chiesa e la cripta erano entrambi ultimate, la Compagnia del Suffragio era stabilmente nella cripta che venne quindi denominata Oratorio del Suffragio, nome adatto al posizionamento dell'oratorio in cui la compagnia si proponeva di pregare in suffragio alle anime dei defunti sotto la protezione della Madonna, cui la chiesa soprastante era dedicata. L'oratorio aveva anche una disposizione diversa da quella attuale, essendo costituito da un'unica grande aula che si sviluppava in lunghezza con orientamento corrispondente a quello della chiesa soprastante.
La contrada della Giraffa chiese di condividere quegli spazi per le loro adunanze, ma i difficili rapporti di convivenza con la compagnia e l'esplicito rifiuto ad accogliere l'immagine della Madonna del Fosso, affresco collocato all'angolo tra via del Fosso e via Baroncelli ed inseparabile icona religiosa della contrada, costrinsero i giraffini ad un lungo peregrinare in diversi luoghi fino ad approdare alla vicina chiesa di San Pietro a Ovile, dove riuscirono a portare la loro immagine sacra. Nel 1785 i decreti leopoldini portarono alla soppressione della Compagnia del suffragio e gli spazi dell'oratorio furono concessi, sotto regolare contratto, ad un mercante di grano e granaglie che trasformò l'oratorio in un magazzino. Quando il parroco della chiesa di San Pietro a Ovile tornò dalla basilica di San Francesco reclamandone la proprietà, la contrada fu costretta ad andarsene, ma riuscì ad ottenere il permesso di trasferirsi, nel 1824, in quegli spazi del magazzino che corrispondevano alla parte più avanzata del vecchio oratorio (quella in cui era presente l'altare principale) con regolare contratto di usufrutto permanente. I locali furono quindi trasformati in oratorio, disposto stavolta con angolo di 90 gradi rispetto a quello vecchio per sfruttare meglio gli spazi, intonacato e ristrutturato secondo i gusti dell'epoca e con l'affresco staccato della Madonna del Fosso collocato sull'altare principale. Alcuni anni dopo la contrada ottenne anche la restante parte del vecchio oratorio che assunse il ruolo di Sala delle Vittorie. Infine la contrada ottenne in via definitiva la proprietà di tutti questi spazi.

## Descrizione
L'oratorio ad aula unica costituisce parte della vecchia cripta della Collegiata di Santa Maria in Provenzano ed è disposto a 90 gradi rispetto all'aula longitudinale della chiesa soprastente. Conserva nell'altare maggiore la venerata Madonna del Fosso, un affresco staccato di scuola senese realizzato alla fine del XV secolo o all'inizio del XVI secolo e più volte ridipinto. Raffigura la Madonna col Bambino e i santi Bernardino e Caterina da Siena ed è così chiamato perché originariamente era ubicato all'incrocio tra via del Fosso e via Baroncelli.
Tra le opere è degno di nota, all'altare di destra, un Crocifisso ligneo policromo di ignoto autore e ritenuto del XIV secolo. Sono inoltre presenti sei tele raffiguranti San Gabriele arcangelo, la Vergine, San Giovanni Battista, sant'Ansano, san Sebastiano e san Bernardino, realizzate tutte nel XVII secolo da vari autori.